# Epipactis lusitanica
Epipactis lusitanica  es una especie de orquídea terrestre del género Epipactis.

## Descripción
Hierba rizomatosa. Hojas basales de helicoidales a más o menos dítidas, poco próximas. Inflorescencia alaejada a las hojas superiores, laxa y con 5-25 flores. Flores con el hipoquilo de color rosado en su cara externa; brácteas más pequeña o algo mayores que la flor continua. Es más grácil que  Epipactis tremolsii. Florece a final de primavera y en verano.

## Distribución y hábitat
Suroeste de la península ibérica y norte de África. En la Serranía de Ronda se extiende por los Montes de Cortes, sierra del Aljibe, extremo suroccidental del Macizo de Líbar y Valle del Genal. En el sur de Portugal. En sotobosques y claros de alcornocales. Areniscas aljíbicas. Existen poblaciones que muestran caracteres próximo a Epipactis tremolsii, que pueden ser debidos a posibles hibridaciones. Se ha descrito del Algarbe, también en el Alentejo y en la provincia de Huelva.
Los trabajos recientes relativos a este género tienden a diferenciar un grupo de especies de distribución centroeuropea, ligadas a bosques caducifolios, principalmente hayedos, asimilable a Epipactis helleborine y  especies afines de otro grupo de taxones más meridionales, adaptados a hábitats más xéricos, entre los que se encontrarían Epipactis tremolsii y Epipactis lusitanica.

## Taxonomía
Epipactis lusitanica fue descrita por (Daniel Tyteca y publicado en L'Orchidophile 84: 218. 1988.
Etimología
Ver: Epipactis
lusitanica: epíteto geográfico que alude a su localización en lusitania (Portugal).
Sinonimia
- Epipactis tremolsii subsp. lusitanica (D.Tyteca) Kreutz[4][5]